# Steens Mountain
Steens Mountain je horský masiv na jihovýchodě Harney County, v jihovýchodní části státu Oregonu, ve Spojených státech amerických.
Rozkládá se od jihu k severozápadu v délce okolo 80 km. Nejvyšší bod má 2 967 m.
Masiv je geologicky tvořen bazaltem z období miocénu.